# Sociologie économique
La sociologie économique est un domaine de la sociologie qui cherche à comprendre et expliquer (par les outils de la sociologie) les diverses formes d'économie, et qui cherche à coupler les intérêts économiques avec les relations sociales.

## Définitions
Il s'agit pour Neil J. Smelser et Richard Swedberg, de "L'application des cadres de référence, variables et modèles explicatifs de la sociologie à des activités ayant pour but la production, la distribution, l'échange et la consommation de biens et services rares." .
L'approche générale consiste à appréhender toute forme d'économie comme étant une forme sociale, le résultat d'une construction d'actions et de relations sociales. Une des meilleures introductions à l'objet de la sociologie économique se retrouve au chapitre 2 ("Economic sociology") du livre de Fred L. Block "Postindustrial Possibilities: A Critique of Economic Discourse", University of California Press, 1990.

## Histoire

### Précurseurs de la sociologie économique
Les auteurs classiques de l'économie ont souvent pratiqué une forme de "sociologie économique", mais non formalisée, notamment car la sociologie et moindrement l'économie n'étaient pas encore des disciplines institutionnalisées.

Ainsi Karl Marx (1818-1883) dans le Capital (1867), livre conçu comme un texte théorique écrit par un économiste, affirme, dès le début du premier livre, que la valeur des marchandises, des objets provient de ce « que dans leur production une force de travail humaine a été dépensée, que du travail humain y a été accumulé. En tant que cristaux de cette substance sociale commune, ils sont réputés valeurs. »  La « valeur proprement dite » est ainsi une « réalité purement sociale ». Elle est l'expression d'un « mode de production » dont dépend un « système de division sociale du travail » et un « rapport social » entre les humains. Marx semble donc ici à la fois économiste et sociologue[réf. souhaitée].
Léon Walras (1834-1910) offre un autre exemple ; il est surtout connu pour ses tentatives précoces de construction d'un modèle d'équilibre général, fondement de la théorie économique néoclassique. Mais Walras voyait l'économique mathématique comme une partie seulement de l'économie, une sorte de dimension physique visant la vérité (comment produire, échanger de la manière la plus efficace ?). Selon lui, il faut y ajouter l'économie politique (comment gouverner, réformer concrètement ?) et l'économie sociale (comment réaliser la justice ?). On retrouve là des préoccupations d'ordre sociologiques et politiques.
Parmi d'autres précurseurs qui ont associé économie et sociologie, figurent Joseph Schumpeter, travaillant sur les classes sociales, et la fiscalité d'un point de vue sociologique, ou Vilfredo Pareto, traitant de l'élite et de son renouvellement, l'on peut aussi citer de purs sociologues, comme Georg Simmel, avec La philosophie de l'argent[réf. souhaitée].

### Contribution de Karl Polanyi
Étudier les échanges économiques implique d'en avoir une définition applicable à toutes les civilisations, n'importe où et à n’importe quelle époque. C’est ce que s’est proposé de faire l’anthropologue Karl Polanyi avec la définition suivante : « L’économie est le procès institutionnalisé d’interaction entre l’homme et son environnement, cette interaction lui fournissant de façon continue les moyens matériels de satisfaire ses besoins ». C’est donc un processus régi par des règles spécifiques à chaque civilisation qui peuvent être classées (toujours selon Polanyi) selon trois grands “modèles” de systèmes économiques.
1. Le premier étant la réciprocité, c’est un échange entre deux groupes, une sorte de troc comme le pratiquait les chasseurs-cueilleurs.
2. La redistribution est le deuxième modèle, il consiste en un rassemblement de biens en un centre pour être redistribué en fonction de critères déterminés.
3. Et finalement l’économie d’échange, que nous connaissons actuellement dans nos pays, avec l’organisation de marchés impliquant une fluctuation des prix et de nombreuses transactions.

Ces différents modèles semblent être apparus successivement dans l’Histoire pour aboutir au système le plus “évolué”, mais aucun d’entre eux n’a disparu ou n’a existé seul dans un même champ économique (même s’il y a des dominances). C’est donc en prenant ces trois “modèles” complémentaires de Polanyi que l’on peut tenter de comprendre les pratiques économiques de toutes organisations sociales. Polanyi parle d'un désencastrement progressif de l'économique par rapport à la société dans laquelle il était enchâssé, thèse réfutée par certains sociologues, comme Granovetter ou Paul DiMaggio, par la suite, qui voient l'économie comme encastrée dans la société.

### Courant de la nouvelle sociologie économique
Mark Granovetter a lancé le programme d'une nouvelle sociologie économique, en partie dérivé des travaux de Harrison White sur la structure sociale des marchés. Selon ce dernier, l'individu n'est pas un atome prenant ses décisions hors contexte social. L'action humaine est avant tout une action sociale, et le comportement économique peut s'expliquer par une recherche de la maximisation de l'utilité mais aussi par d'autres formes de rationalité (rationalité en valeur décrite par Max Weber). Par ailleurs, l'action économique ne peut se comprendre sans la prise en compte des relations personnelles de l'individu et le poids de la structure sociale (cf. l'analyse sur les réseaux).
L'action économique est donc "encastrée" dans le social ("encastrement" ou "embeddedness" en anglais, est un terme utilisé par Karl Polanyi et depuis par de nombreux sociologues anglo-saxons).
De nombreuses études relevant de ce courant de pensée s'opposent à l'analyse néoclassique, notamment dans l'explication du fonctionnement du marché du travail (Granovetter en chef de file) ou encore sur l'analyse de la mise en place de l'assurance-vie aux États-Unis (Zelizer).
En France, si Pierre Bourdieu s'est intéressé à la sociologie économique, notamment avec une analyse de champs économiques, et de positions de dominants et de dominés par un système de capitaux culturels,d'autres sociologues se sont par la suite opposés à son analyse, comme Luc Boltanski, pour qui les individus ne sont pas aliénés et enchaînés par un habitus, mais restent responsables et maîtres de leurs décisions (courant de la sociologie pragmatique, fondé avec Laurent Thévenot). Plus tard, Luc Boltanski et Ève Chiapello collaboreront dans Le nouvel esprit du capitalisme, où ils mettront notamment en évidence l'historique de la position de cadre, ou encore la notion de "Cités", manières de considérer les employés d'une entreprise, la rentabilité économique n'étant que l'un des aspects (contrairement à ce que pourrait mettre en évidence une analyse néoclassique), au même titre que la créativité, le respect de l'ordre, etc.

## Différences méthodologiques entre sociologie et économie
Les deux domaines se distinguent par des approches méthodologiques différentes.

Les sociologues préfèrent les descriptions qualitatives et peu formalisées de la réalité. Les économistes privilégient généralement l'usage d'outils mathématiques et statistiques (dont l'économétrie) dans leurs analyses. Par ailleurs, les économistes élaborent des modèles, semblables par certains aspects à ceux de la physique, qui ne peuvent qu'apporter une représentation simplifiée de la réalité économique.
Certains sociologues sont en désaccord avec les hypothèses sur les comportements des agents économiques, dont l'hypothèse d'anticipation rationnelle, utilisés par l'école néoclassique. Selon eux, les économistes s’accrochent à la théorie en voulant utiliser des modèles stricts dans des domaines complexes et impossible à formaliser. De plus, dans un souci de simplification, les économistes prennent les individus comme point de départ des études des phénomènes sociaux et économiques, sans tenir compte de l'appartenance à un environnement social qui les influence, comme le feraient des sociologues. Néanmoins, le rôle de la structure est parfois controversé dans le milieu de la sociologie, par des sociologues comme Mark Granovetter, qui critiquent autant une vision "Sous-socialisée", de l'économie néoclassique, que les visions "Sur-socialisées", tenues par des sociologues, notamment Talcott Parsons. Granovetter met en évidence que dans les deux cas, l'individu n'est qu'une simple marionnette qui obéit à des forces, maximisation de l'utilité dans un cas, ou structure dans l'autre, ces deux approches oublient donc le rôle important des réseaux et des relations interpersonnelles.En France, le courant de l'économie des conventions, mené par Laurent Thévenot et Luc Boltanski, rejette une vision socialisante, se basant sur les normes comme seuls facteurs déterminant les comportements, de même que l'approche néoclassique, postulant des rapports de force issus de l'échange de biens rares.
Les sociologues recherchent un pluralisme méthodologique, que permet l'absence de modélisation. Beaucoup de sociologues ont ainsi adopté une démarche dite historique comparative, celle-ci tente de rendre compte des fonctionnements des différentes organisations économiques dans le temps et dans l’espace. L'étude de l'économie est replacée dans son contexte historique et social, ce qui peut conduire à des interprétations subjectives et orientées.
Plus récemment, certains économistes comme Gary Becker, ont estimé que les outils économiques étaient puissants, et pouvaient être utilisés en dehors du champ économique, pour expliquer des phénomènes sociaux, notamment l'analyse des ménages, ou la criminalité, phénomènes à-priori purement sociologiques.
Certains courants de la science économique, comme l'économie comportementale, ou la nouvelle économie institutionnelle, mettent l'accent sur les normes et institutions qui entourent le comportement des agents dans le premier cas, et plus généralement l'économie dans son ensemble, dans le second cas, avec des approches très diverses.